# Александар Коцић
Александар Коцић (Власотинце, 18. март 1969) бивши је југословенски и српски фудбалски голман.

## Каријера

### Клупска
Фудбалом почео да се бави у родном Власотинцу, где је бранио за ФК Власина, да би врло брзо као перспективан голман, био примећен од стране ФК Дубочица из Лесковца.
Фудбалски се афирмисао у редовима ФК Војводина (1990–1996) на чијем је голу стајао на 107 првенствених сусрета. У иностранству бранио за шпански Леванте (1996), италијанске лигаше Перуђу (1997–98) и Емполи (1998) након чега се враћа у Србију и стаје на гол београдске Црвене звезде (1999–2001).
Као голман Црвене звезде је освојио две шампионске титуле 2000. и 2001. године и два Купа 1999. и 2000. године. Бранио је на 101 такмичарској утакмици. У клуб је стигао у зимском прелазном року 1999. године. Први трофеј је освојио у Купу Југославије 1999. године, када је у финалу савладан Партизан са 4:2. У сезони 1999/00. Звезда је стигла до дупле круне. Коцић је одиграо 48 утакмица у свим такмичењима (чак 39 у маратонском првенству). Одбрана Звезде је у тој првенственој сезони примила свега 19 голова у 40 утакмица, док је у Купу Коцић остао несавладан у свих пет мечева. У наредној сезони екипа Славољуба Муслина није успела да се пласира у Лигу шампиона у двомечу против кијевског Динама, али је одбранила шампионску титулу. Коцић је у сезони 2000/01. одиграо свих 48 такмичарских мечева, највише у тиму уз Горана Друлића.
Каријеру је окончао у кипарском прволигашу Етникос Ахна (2001–2006).

### Репрезентативна
За репрезентацију Југославије бранио на 22 сусрета. Дебитовао је 23. децембра 1994. против Бразила (0:2) у Порто Алегреу.
Пред одлазак на Европско првенство 2000. имао је ретко виђен пех. Након последњег тренинга репрезентације пред одлазак у Белгију, оклизнуо се у купатилу и сломио прст на десном стопалу, па је на првенство путовао голман Обилића Милорад Кораћ.
Од репрезентације се опростио у квалификацијама за Светско првенство 2002. у Јапану и Јужној Кореји.

### Тренерска
По завршетку голманске каријере посветио се тренерском позиву. Две године је био тренер голмана у млађим категоријама Војводине и тренер голмана Срема, а касније и првог тима. Водио је ЧСК Пивару из Челарева у сезони 2011/12, био тренер голмана Кавале 2012. године, а након тога је био тренер чувара мреже и у репрезентацији Србије.

## Трофеји

### Црвена звезда
- Првенство СР Југославије (2) : 1999/00, 2000/01.
- Куп СР Југославије (2) : 1998/99, 1999/00.